# Xã Corliss, Quận Otter Tail, Minnesota
Xã Corliss (tiếng Anh: Corliss Township) là một xã thuộc quận Otter Tail, tiểu bang Minnesota, Hoa Kỳ. Năm 2010, dân số của xã này là 493 người.